# ليونارد ليرمان
ليونارد ليرمان (بالإنجليزية: Leonard Lehrman)‏ هو عالم موسيقى وملحن وأمين مكتبة أمريكي، ولد في 20 أغسطس 1949 في كانساس في الولايات المتحدة.